# 今道潤三
今道 潤三（いまみち じゅんぞう、1900年（明治33年）10月11日 - 1979年（昭和54年）5月25日）は、日本の実業家。TBS元社長・会長。長崎県諫早市出身。

## 経歴・人物
1925年（大正14年）に京都帝国大学経済学部卒業。大阪商船(現在の商船三井)での勤務を経て、1952年（昭和27年）にラジオ東京(現在のTBSホールディングス)に入社した。
1965年（昭和40年）からは東京放送社長を務め、テレビドラマと報道番組の強化により、「報道とドラマのTBS」として一時代を築いた。1969年（昭和44年）11月28日から会長、1976年（昭和51年）からは相談役を歴任した。
その一方で、1968年（昭和43年）から1974年（昭和49年）までは日本民間放送連盟会長を務めた。
またゴルフ好きでも有名であり、埼玉県吉川市にTBS越谷ゴルフ倶楽部（現在のKOSHIGAYA GOLF CLUB）を造成し、TBS主催によるゴルフ競技大会「TBS女子オープンゴルフ大会」（現在の日本女子オープン）の開催に漕ぎ着けた。
1979年（昭和54年）5月25日、胃潰瘍のために東京都の順天堂病院で死去。78歳没。